# Lehel

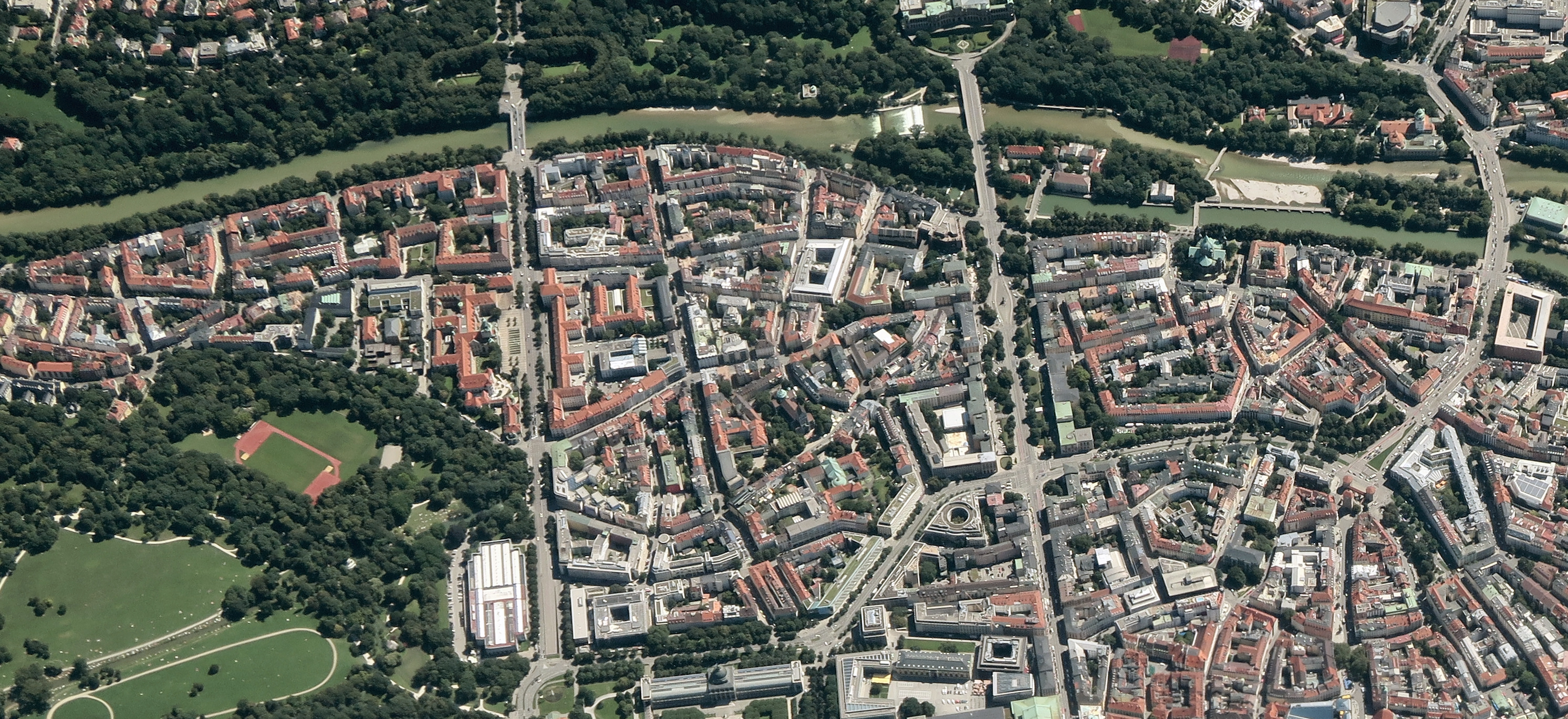
Luftbild des Lehels Richtung Osten

Das Lehel (bairisch mit kurzem Vokal und ch-Laut ausgesprochen: Lechel, IPA: 'lɛçl̩), veraltet auch St.-Anna-Vorstadt, ist ein Stadtteil der bayerischen Landeshauptstadt München, der aus Gründerzeitvierteln besteht. Zusammen mit dem Stadtteil Altstadt bildet er den Münchner Stadtbezirk Nr. 1 Altstadt-Lehel.

## Lage
Das Lehel wird von der Isar im Osten und dem Englischen Garten und dem Thomas-Wimmer-Ring / Karl-Scharnagl-Ring im Westen sowie der Max-Joseph-Brücke im Norden und der Zweibrückenstraße im Süden begrenzt. Auch der Nordteil der Museumsinsel sowie die Praterinsel gehören zum Lehel.

## Abgrenzung
Im Stadtbezirksteil Lehel wohnten auf einer Fläche von 62,72 Hektar 7.178 Menschen zum Stand 31. Dezember 2019. Die Gemarkung München, Sektion 2 (Lehel) ist mit 263,94 Hektar weiter gefasst und wies zum Zensusstichtag 9. Mai 2011 eine Bevölkerung von 12.985 auf.

## Geschichte

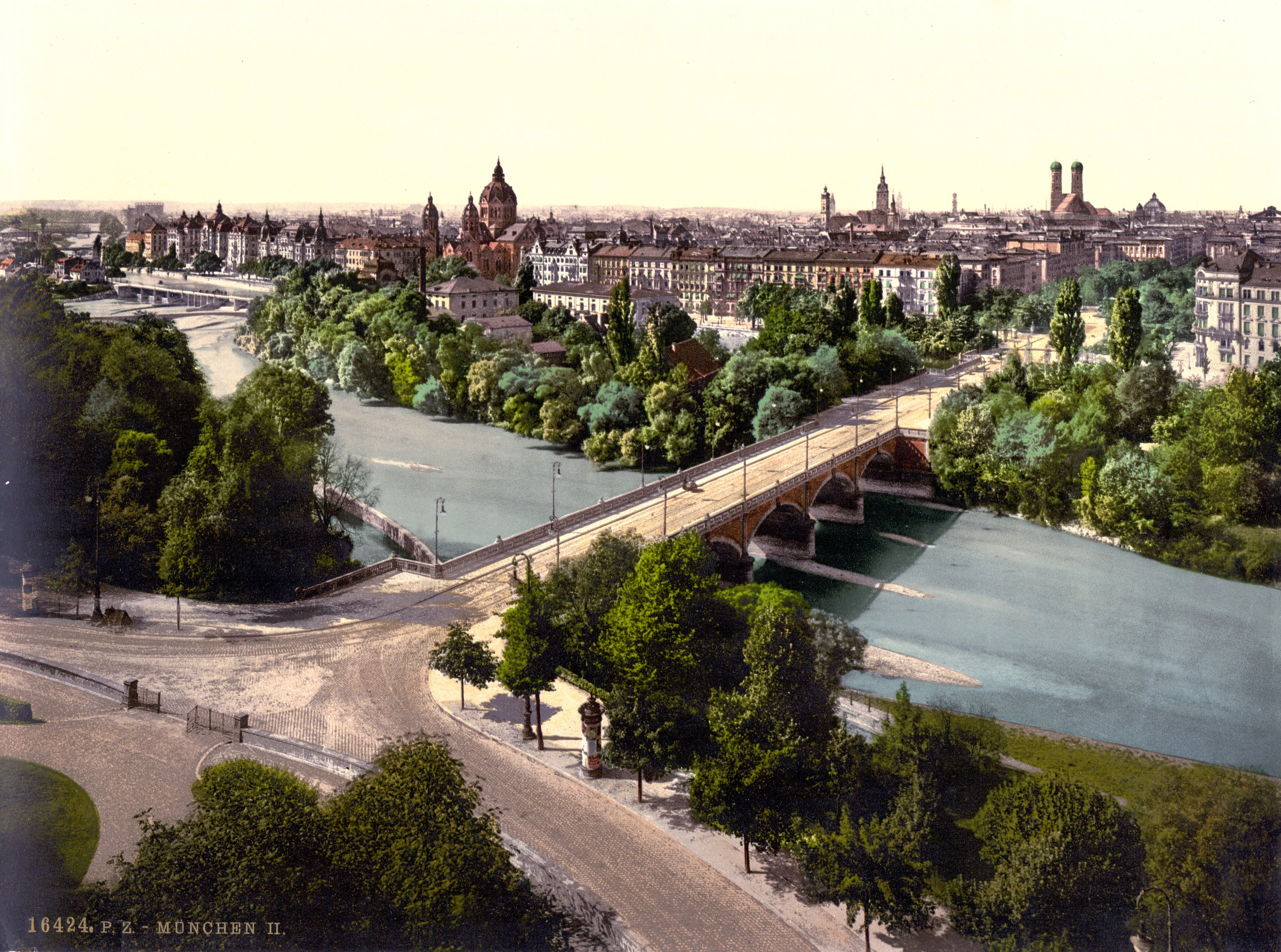
Lehel vom Maximilianeum aus gesehen (1890–1905)

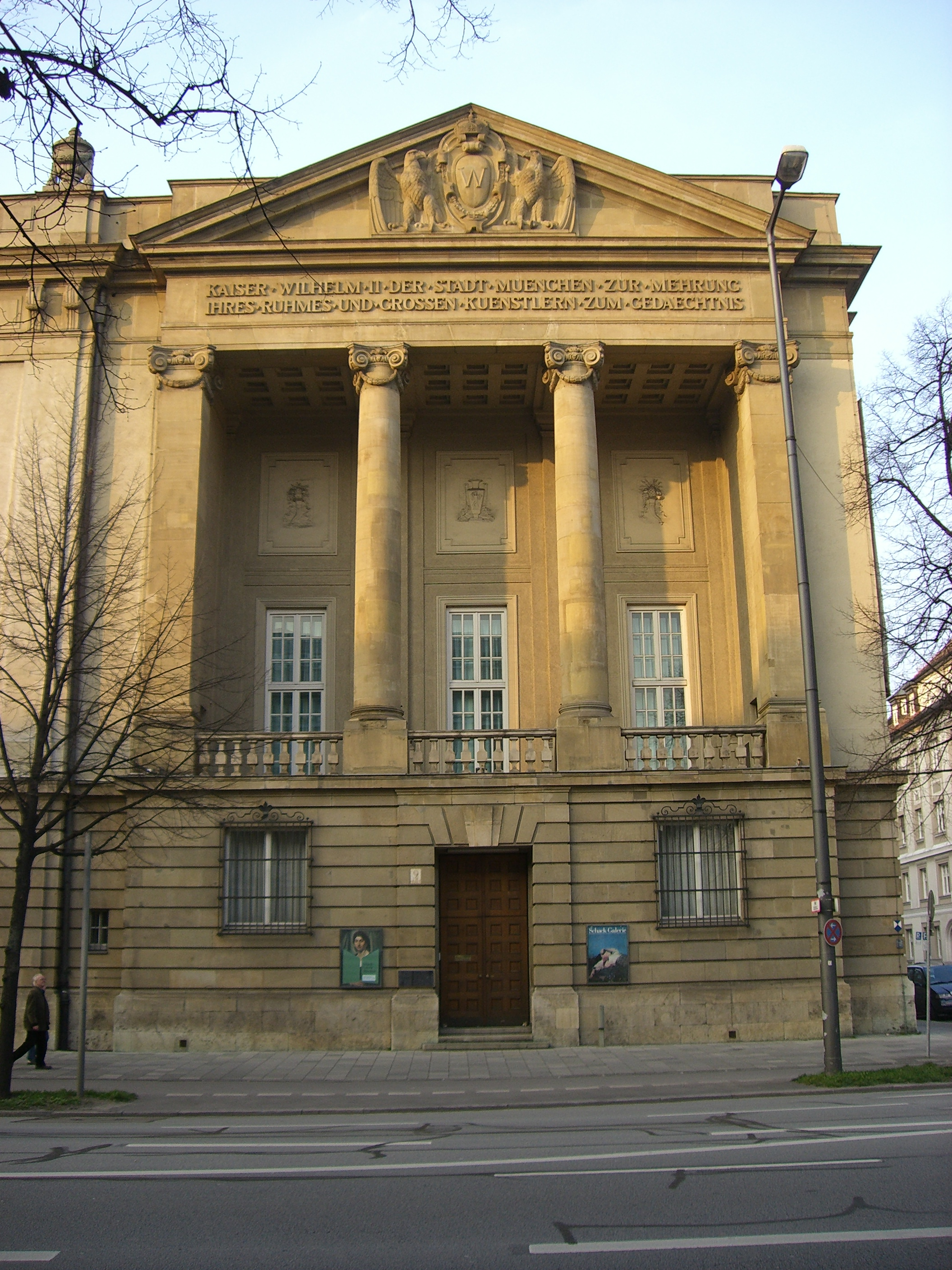
Schack-Galerie

Zur Zeit von Ludwig dem Bayern zu Beginn des 14. Jahrhunderts nutzten viele Arme, die nicht in der Stadt leben durften, das von vielen Bächen durchzogene Auenwaldgebiet.
Die Ersterwähnung war 1525 mit „auf den lehen“ (Lohe, lichter Wald).
Das Lehel gehörte  ursprünglich bereits zum Münchner Burgfrieden, der Herzog hatte sich jedoch gewisse Rechte vorbehalten. Erst als Kurfürst Maximilian II. Emanuel 1724 auf diese Vorbehalte verzichtete, fiel das Lehel voll unter die Gerichtsbarkeit der Stadt. Oft wird das etwas ungenau als „Eingemeindung“ nach München bezeichnet. Da andere Gebiete des Burgfriedens im Vorfeld der Stadt wesentlich dünner besiedelt waren, kann das Lehel als erste Münchner Vorstadt gelten. Bis 1812 hieß es auch „äußeres Graggenauer-Viertel“. Im Zuge der großen Stadterweiterungen wurde das Gebiet 1812 in Analogie zu den anderen Vorstädten wie Maxvorstadt offiziell „St.-Anna-Vorstadt“ genannt. Dieser Name setzte sich jedoch nicht durch. 1848 wurde in der Kanalstraße 19 das Maximilians-Bad eröffnet. Bis Mitte des 19. Jahrhunderts lebten vor allem Tagelöhner und Wäscher im Lehel, oft in bodenfeuchten Kleinhäusern und Herbergen. Da es sich beim Lehel um ein wasserorientiertes Gebiet handelte, fanden sich hier Mühlen, Hammerschmieden, Wäschereien, Bleichen und Gärten. Ebenso gehörte die alte städtische Lände mit dem Triftkanal und dazugehörigen Stapelplätzen für Bau- und Brennholz zum Viertel. Nach der Anlage der Maximilianstraße und der Prinzregentenstraße in der zweiten Hälfte des 19. Jahrhunderts wurde das Lehel auch für das Bürgertum als Wohngegend interessant. Freiflächen wurden mit Mietshäusern und Verwaltungsgebäuden im Stil des Historismus bebaut. Auf dem Gelände der deutsch-nationalen Kunstgewerbeausstellung von 1888 entwickelte sich anschließend ein Schwerpunkt großbürgerlicher Repräsentation. Im Zweiten Weltkrieg nur wenig zerstört, besteht das Viertel heute größtenteils aus diesen repräsentativen Altbauten aus der Zeit des Deutschen Kaiserreiches. Dadurch und wegen der zentralen Lage zählen die Immobilienpreise mittlerweile mit zu den höchsten in München. Auch der Einzelhandel und die Gastronomie (größere Geschäfte sind kaum zu finden) sind eher der gehobenen Kategorie zuzuordnen.
Während des Kalten Krieges befand sich in der Oettingenstraße das Radio Free Europe.

Historische Fotos aus dem Lehel von Georg Pettendorfer
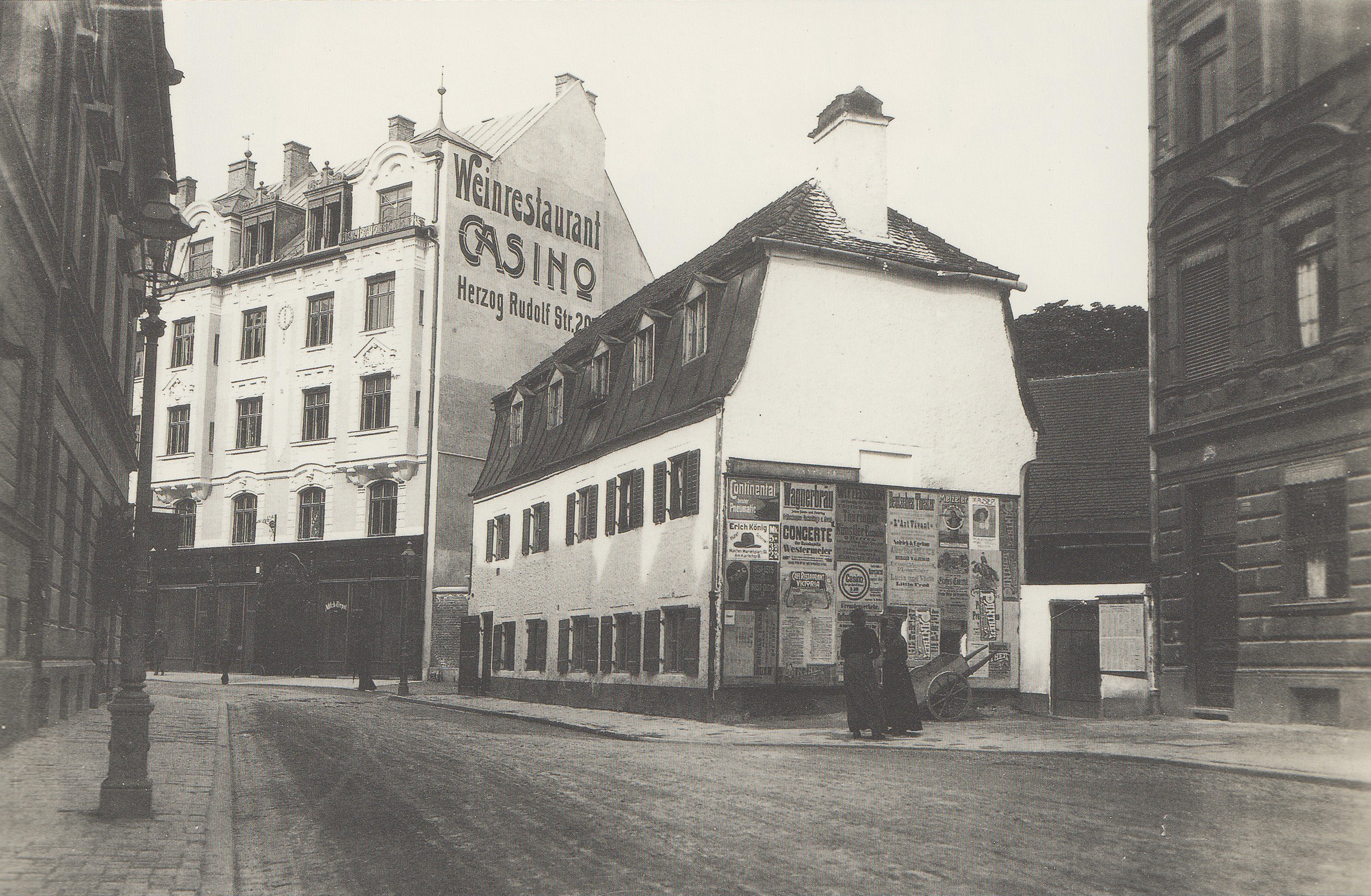
Die Herzog-Rudolf-Straße (1903)
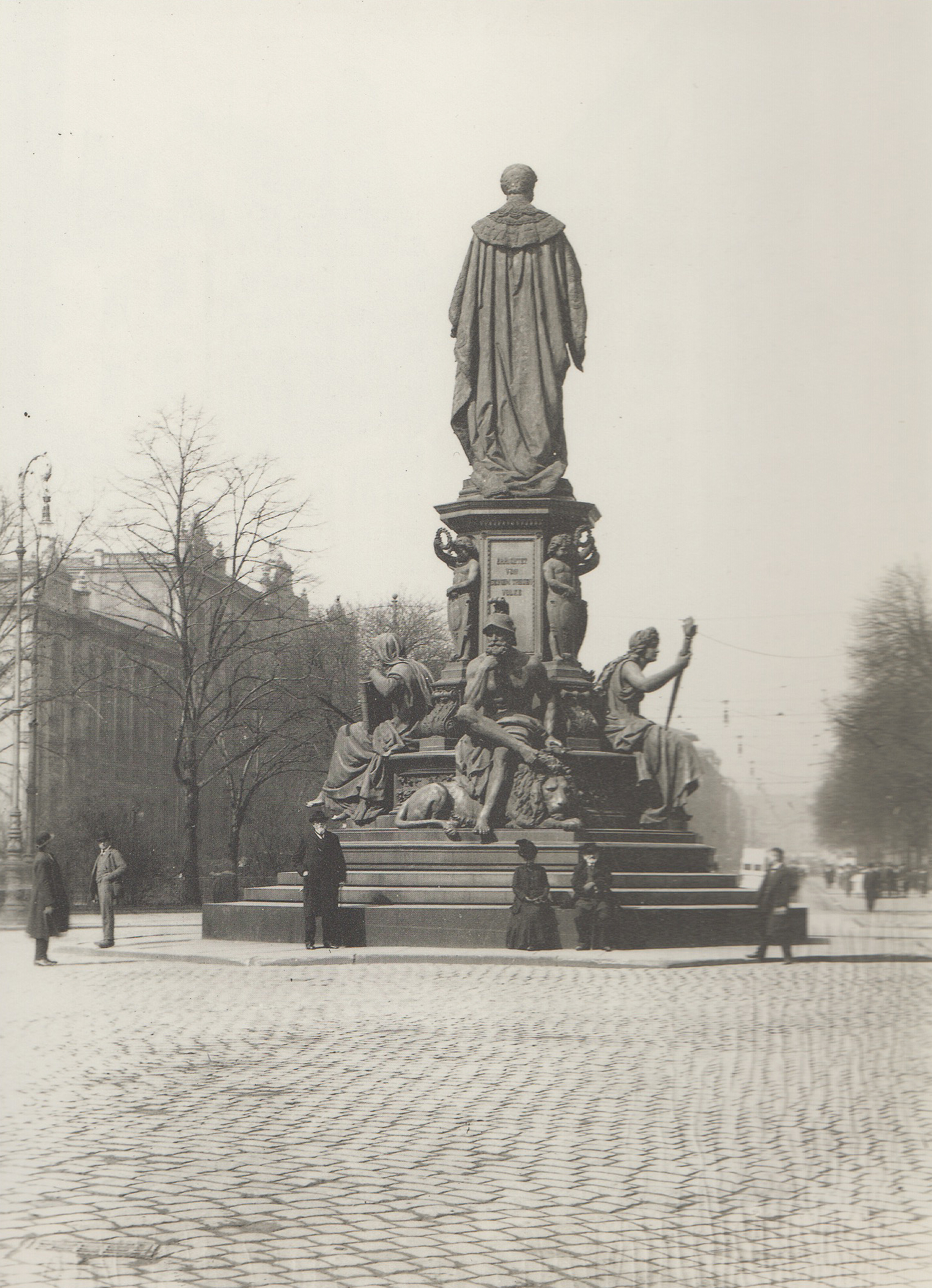
Das Maxmonument (1905)
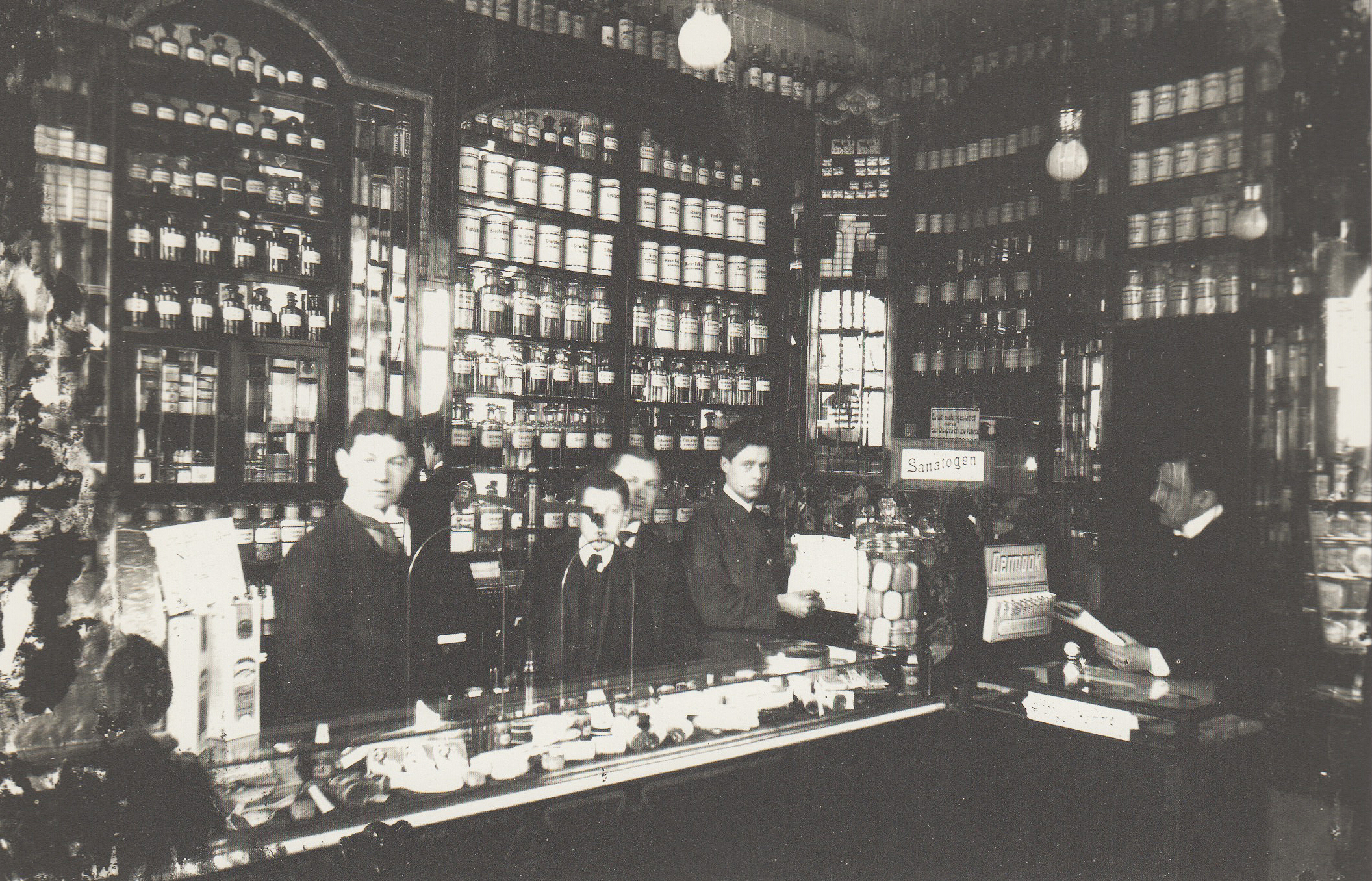
Die Thiersch-Drogerie (ca. 1910)
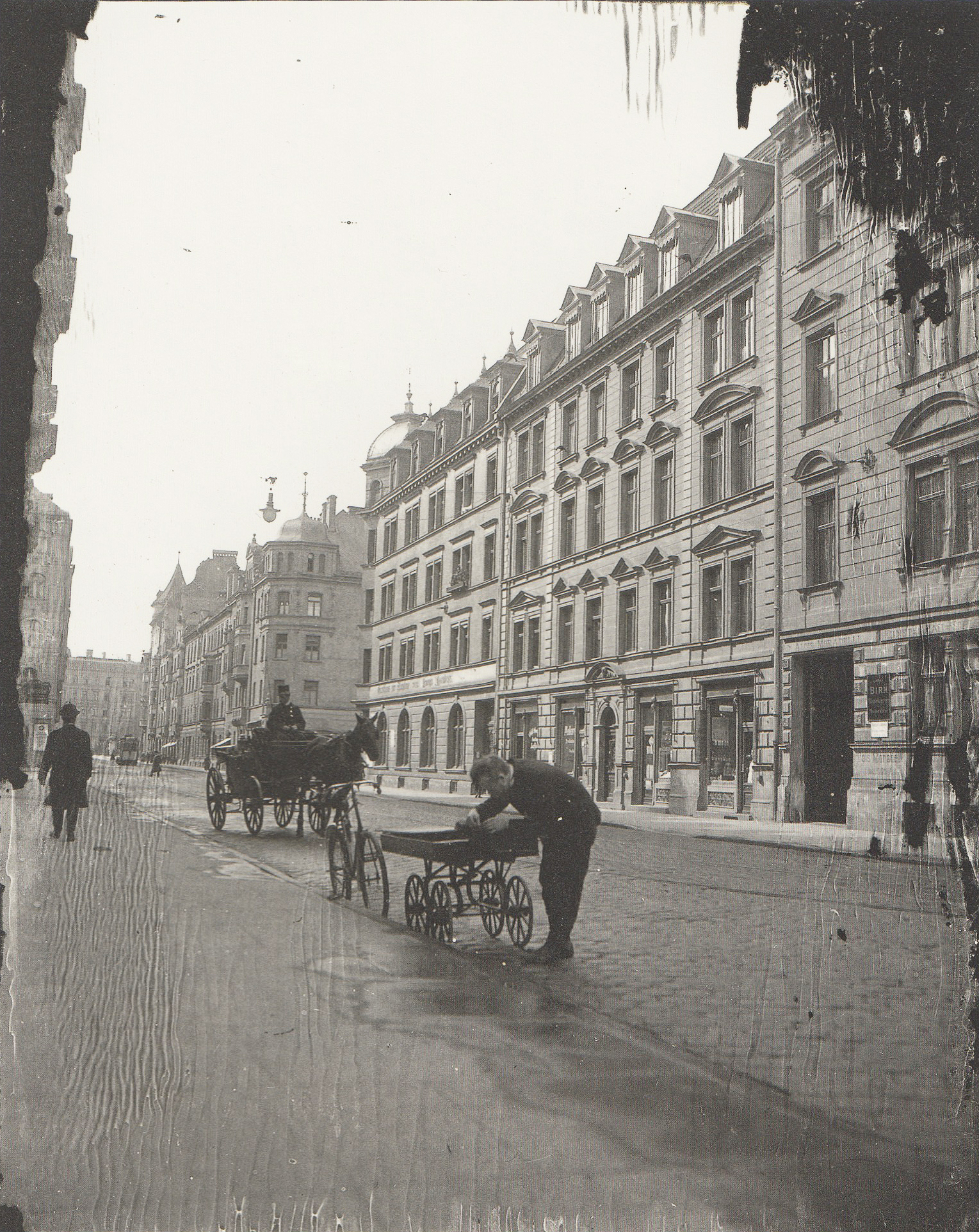
Ecke Thiersch-/Liebherrstr. (1903)
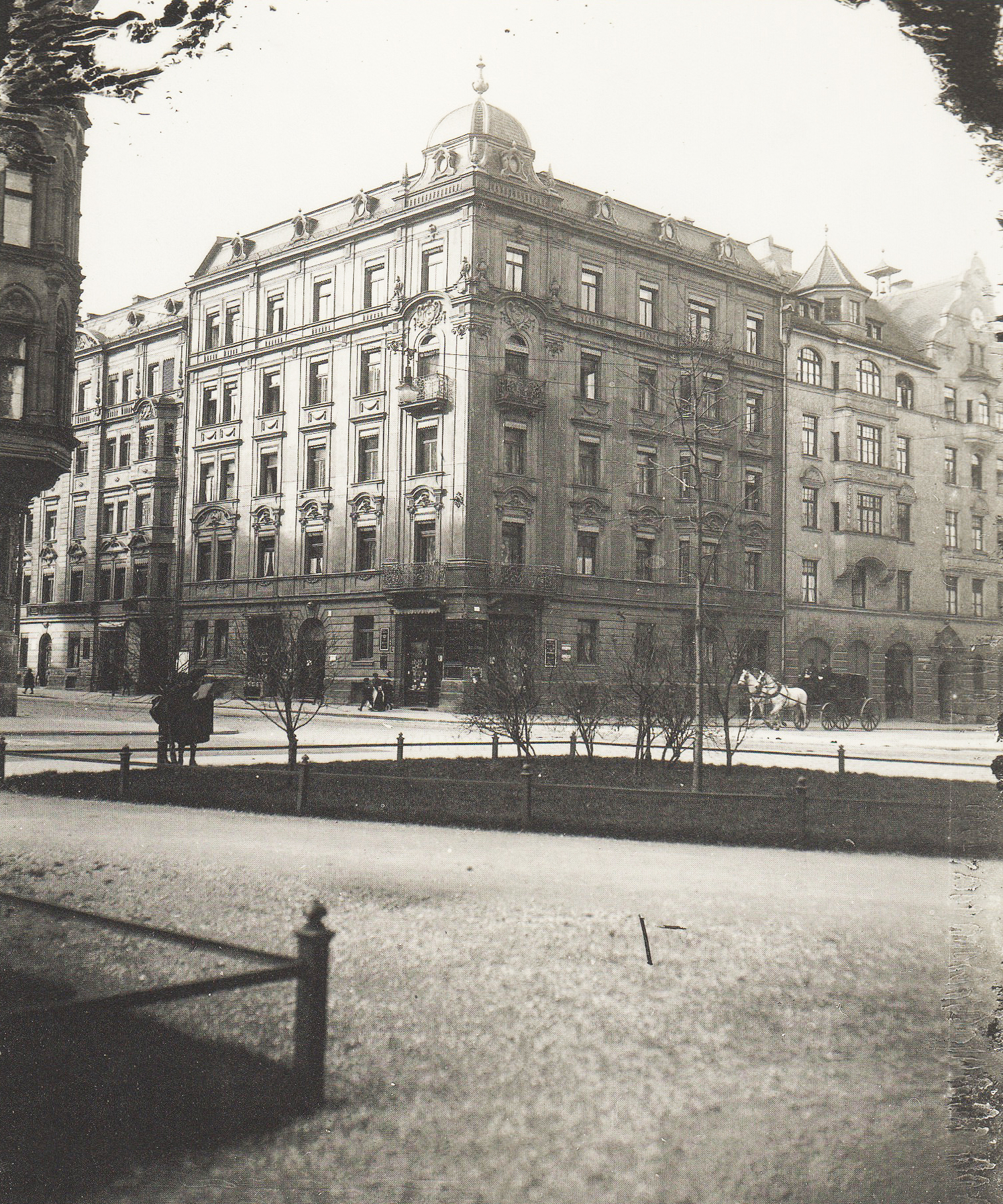
Ecke Thiersch-/Liebherrstr. (1905)
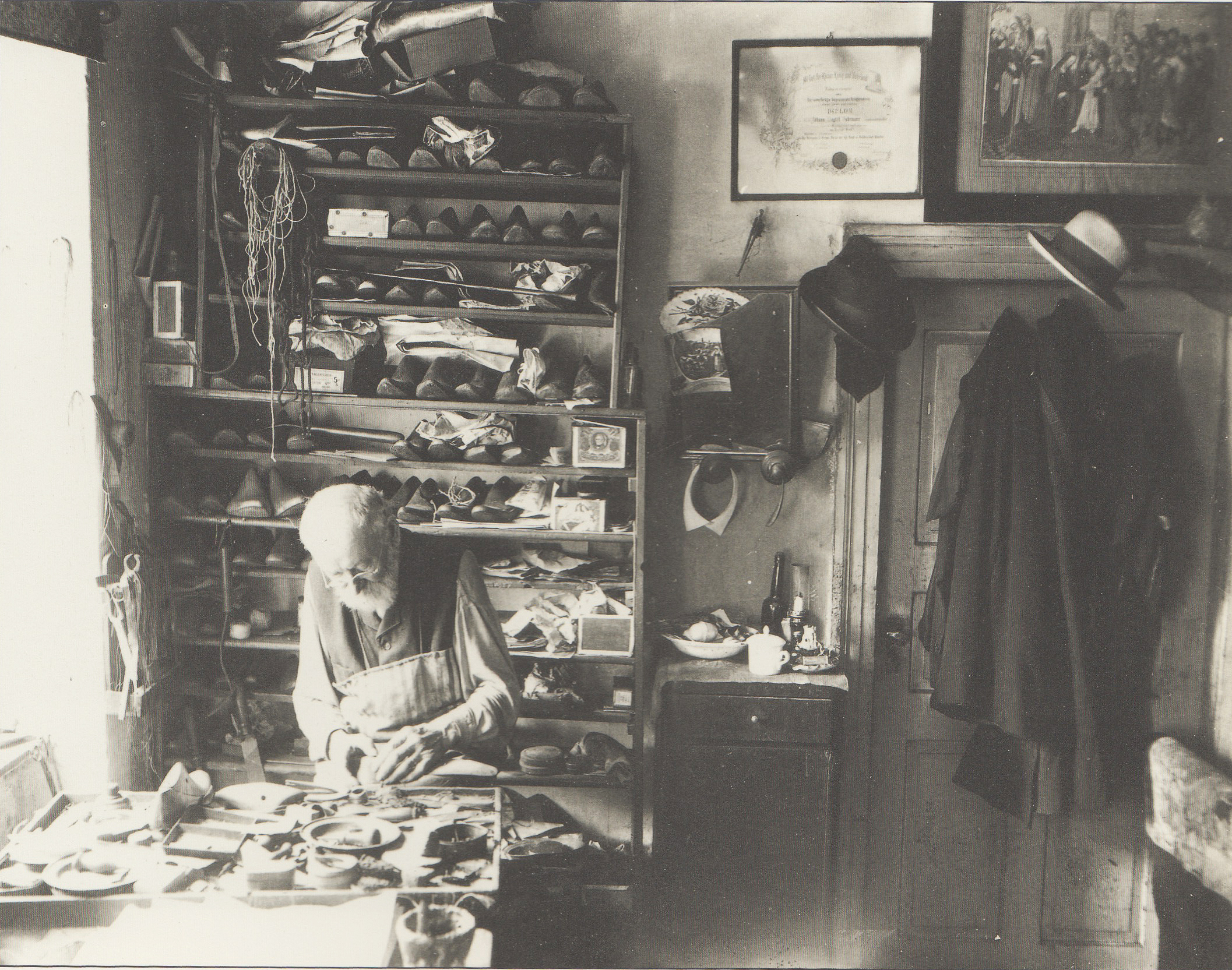
Ein 90-jähriger Handwerker in der Adelgundenstraße (1917)

## Name
Zur Herkunft der Bezeichnung des Stadtteils gibt es verschiedene Theorien. Eine davon ist, dass Lehel von mittelhochdeutsch loh, d. h. „lichter Wald“ kommt, da es in Isarnähe kleine Auwälder gab. Historische Belege zeigen jedoch, dass auf dem Gebiet ein kleines Lehen der Herzöge lag und sich der Name davon ableitet. Die ältesten Quellen belegen Lehen (1525) und Lehel (1696).

## Sehenswürdigkeiten
Das Lehel ist reich an Sehenswürdigkeiten. So finden sich hier die Sakralbauten der Pfarrkirche St. Anna im Lehel (St.-Anna-Str. 19), der Klosterkirche St. Anna im Lehel (St.-Anna-Platz 5) sowie von St. Lukas (Thierschstr. 28). Zugleich beherbergt dieses Viertel herausragende Museen und Kulturinstitute wie das Haus der Kunst (Prinzregentenstr. 1), das Museum Fünf Kontinente (Maximilianstr. 42), das Bayerische Nationalmuseum (Prinzregentenstr. 3), die Schackgalerie (Prinzregentenstr. 9), das Alpine Museum sowie das Tschechische Zentrum (Prinzregentenstr. 7) und das Polnische Kulturzentrum (Prinzregentenstr. 7). Weitere Wahrzeichen sind das Maxmonument (auf Höhe von Maximilianstr. 50), der Fortunabrunnen (Isartorplatz) sowie der Monopteros und Chinesische Turm im Englischen Garten.
Seit 2008 jährlich findet am ersten Wochenende im September im Lehel das Isarinselfest statt.

## Trivia
Die Fernsehserie Meister Eder und sein Pumuckl wurde großteils in einem Hinterhof der Widenmayerstraße 2 gedreht, in der Meister Eder seine Schreinerwerkstatt hatte. Auch die Münchner Geschichten wurden hier gedreht, das Wohnhaus der Häuslers befand sich dabei in der Tattenbachstraße 3.